# Passage de la Déroute

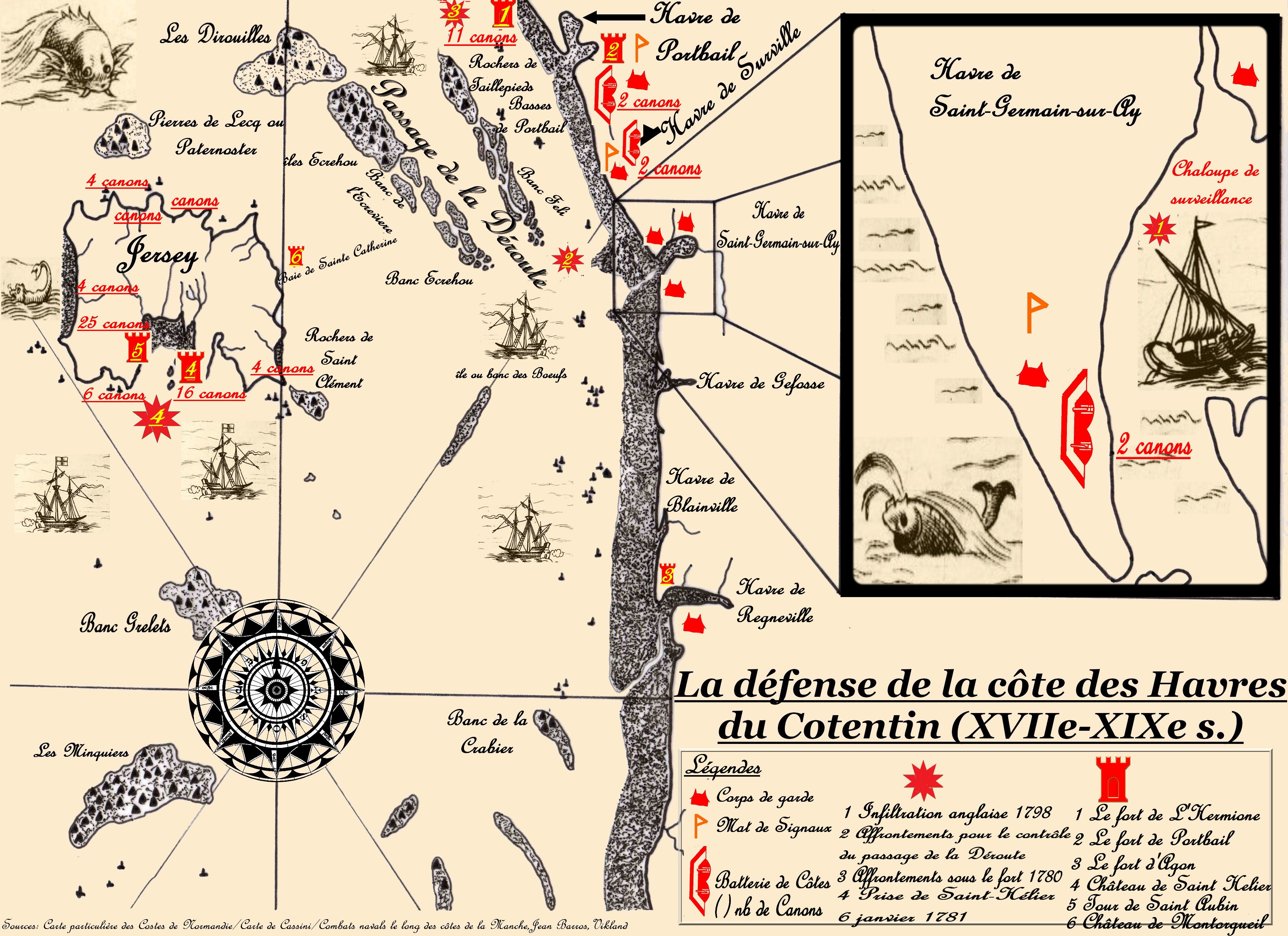
Karte mit einer Darstellung der Passage de la Déroute.

Das Passage de la Déroute (gelegentlich auch „Canal de la Déroute“ genannt) ist eine im Ärmelkanal zwischen der westlichen Küste der Normandie (Halbinsel Cotentin und Avranchin) und den Kanalinseln gelegene Straße. Es liegt im Golf von Saint-Malo.
Das Passage de la Déroute erstreckt sich von der Straße von Alderney im Norden, zwischen La Hague und der Insel Alderney, bis zum Baie du Mont-Saint-Michel und zu den Inseln Chausey im Süden.
Die Écréhous Inseln bilden die Westgrenze des Passage de la Déroute. Sie sind die Fortsetzung von Écréhou- und Écrevière shoal, die gefährliche Untiefen sind. Die Rochers de Taillepieds et die Basses de Porbail, auch Untiefen, bilden dessen Ostgrenze, vor Portbail.
Die Straßenbreite schwankt zwischen 40 und 50 km.
Aufgrund der zahlreichen Schiffbrüche die auf die Gezeitenströmungen und Winde zurückzuführen sind, wurde der Name Déroute (Niederlage, Debakel) benutzt.
Aufgrund der zahlreichen Schiffbrüche wurde der 800 m von der Küste entfernte la Hague Leuchtturm (oder der Leuchtturm von Goury) in Goury (Weiler von Auderville) auf dem «Gros du Raz» ab 1834 in drei Jahren auf dem Felsen gebaut.
In der Straße von Alderney lässt sich die Gezeitenkraft erschließen (genau so wie am Raz Barfleur auch vor der Cotentinküste, aber am Baie de Seine diesmal).

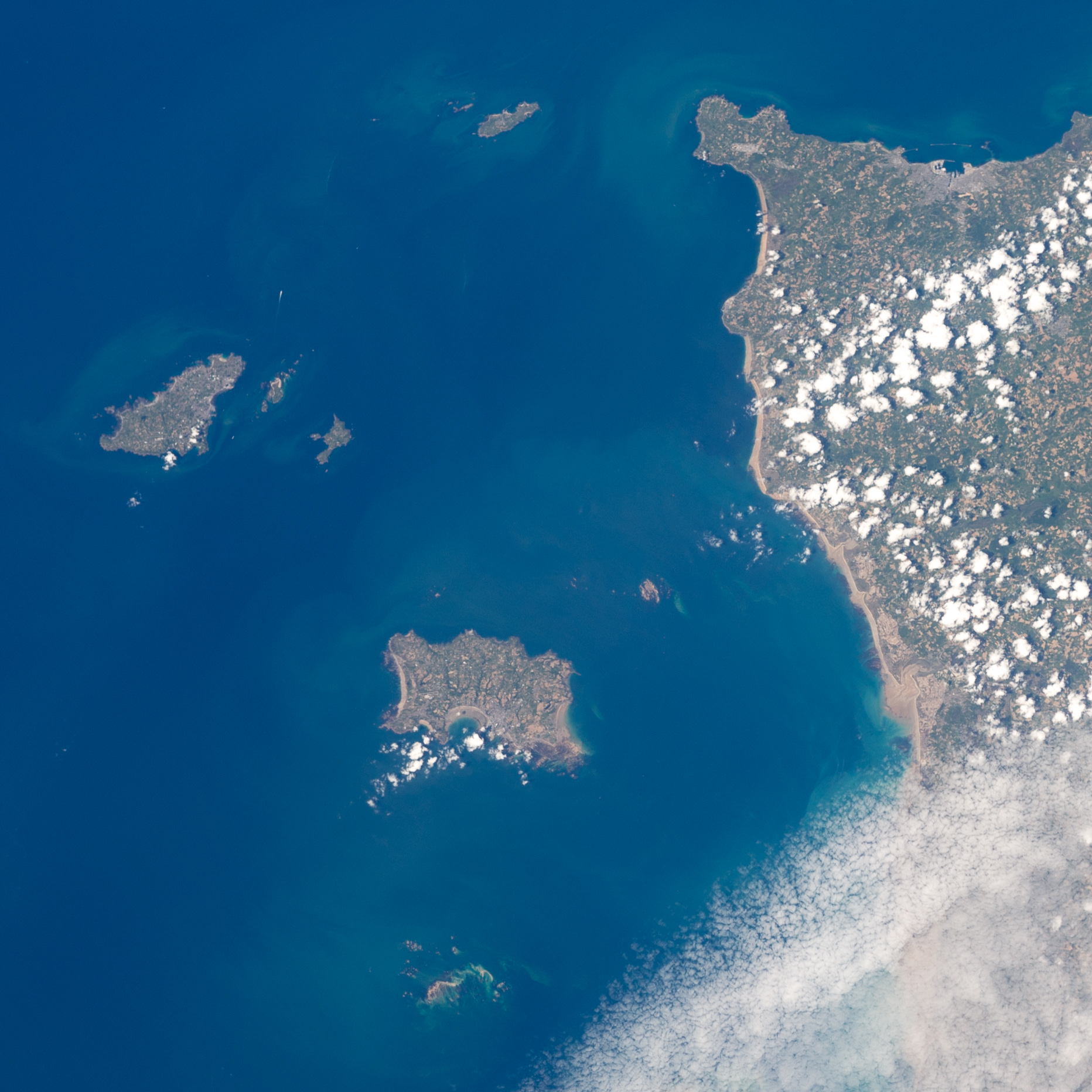
Passage de la Déroute.